# Vaccine
Vaccine (englisch für Vakzin = Impfstoff) ist eine medizinische Fachzeitschrift über Impfungen oder Impfstoffe. Sie erscheint im Elsevier-Verlag und ist das offizielle Organ der Japanese Society for Vaccinology, zuvor der Edward Jenner Society. Ihr Impact Factor beträgt nach Verlagsangaben 4,169 und sie behält sich vor, Beiträge, die nicht einem Peer-Review-Verfahren unterzogen wurden, abzulehnen. Die Open-Access-Schwesterpublikation ist Vaccine: X.